# Adam Federici
Adam Jay Federici, mais conhecido como Adam Federici (Nowra, 31 de janeiro de 1985) é um futebolista australiano que atua como goleiro. Atualmente joga pelo  Stoke City.

## Carreira
Federici representou a Seleção Australiana de Futebol, nas Olimpíadas de 2008 e na Copa do Mundo de 2010.

## Títulos

### Clube
Reading
Football League Championship: 2005–06, 2011–12

### Internacional
Austrália
OFC U-20 Championship: 2005